# 무라타 고이치
무라타 고이치(일본어: 村田 航一, 1996년 9월 6일~)는 일본의 축구 선수이다.

## 구단 경력
그는 2019년 J2리그의 미토 홀리호크에 입단했다.